# 용방초등학교
용방초등학교는 대한민국 전라남도 구례군에 있는 공립 초등학교이다.

## 학교 연혁
- 2020년 3월 1일: 제 36대 이장규 내부형공모교장 부임
- 2020년 1월 7일: 용방초등학교 제75회 졸업(4명, 총4,541명 졸업)
- 2016년 3월 1일: 자율학교, 혁신학교 운영(~ 2024. 2. 28)
- 2014년 3월 1일: 용방초등학교병설유치원 재개원
- 1996년 3월 1일: 용방초등학교로 개칭
- 1941년 4월 1일: 용방국민학교로 개칭
- 1940년 6월 1일: 용방공립심상소학교 개교

## 참고 자료
- 용방초등학교 - 한국교육학술정보원 학교알리미